# 上富
上富（かみとめ）は、埼玉県入間郡三芳町の大字。郵便番号は354-0045。

## 地理
埼玉県南部に位置する入間郡三芳町の西部、面積約 7.178km2の地区で、
周辺の所沢市（下富・中富・中富南・南永井）、川越市（中福・下赤坂）、ふじみ野市（大井武蔵野・亀久保・桜ヶ丘）、および同三芳町北永井と隣接する。
地内は周辺地域と同様、短冊状に区画整理された元禄期の三富の開拓（三富新田）の特色が今日でもみられる。
南北に関越自動車道が通過し、三芳パーキングエリアおよび三芳スマートインターチェンジが地内に所在する。
また北部を新河岸川の支流、砂川堀都市用水路が西から東に流れている。

### 河川
- 砂川堀 - 橋梁：（上流側より）・永久保橋・東栄橋・坂下橋・永代橋 ほか

## 観光
上富は観光スポットや有名なものが多数ある。

### 名所

#### 多福寺
多福寺は1696年（元禄9年）、三富新田の三ヶ村共通の菩提寺として柳沢吉保の命により中富の「毘沙門社」（現：多聞院・毘沙門堂）と共に建立された。境内の銅鐘は埼玉県指定有形文化財、また穀倉は三芳町指定有形文化財に指定されている。

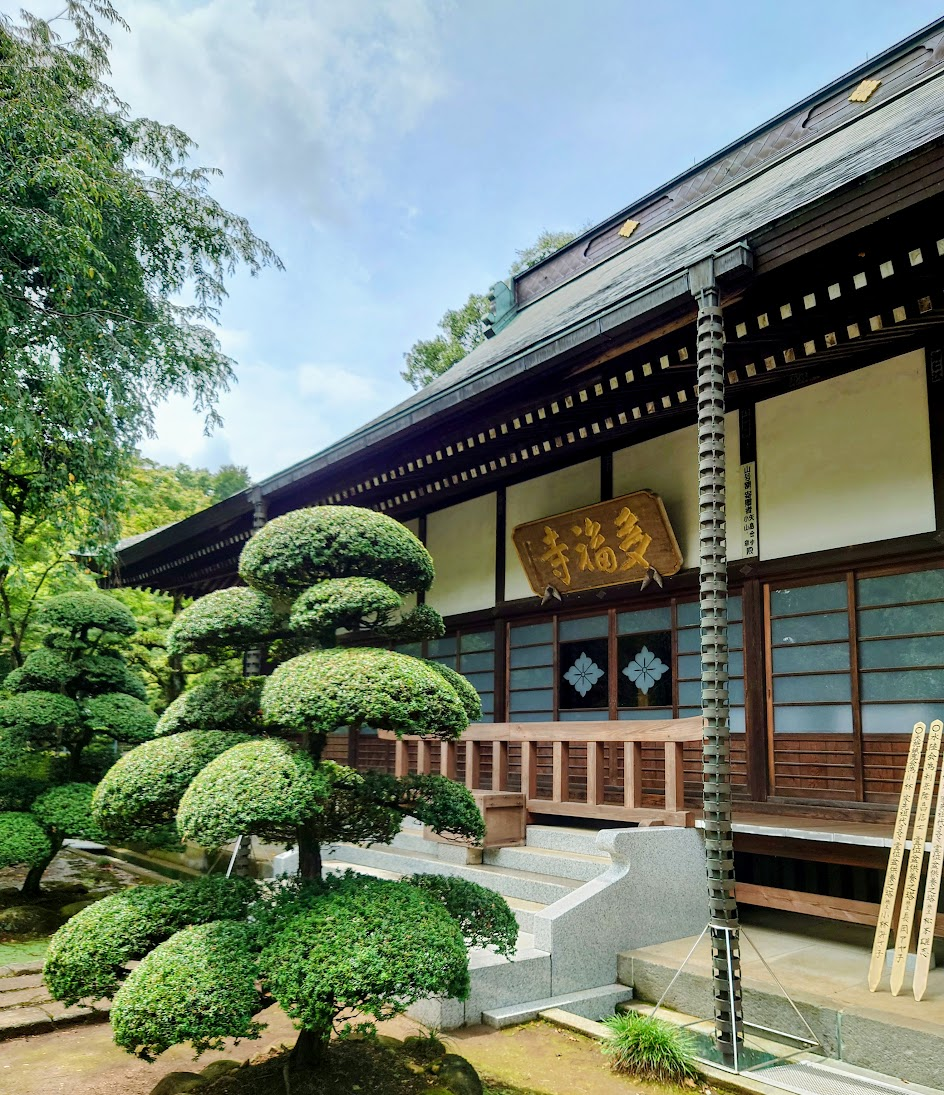
多福寺本堂

#### 多聞院
多聞院（たもんいん）とは三富の新田開拓を命じた川越藩主柳沢吉保が、入植した上富・中富・下富の三ヶ村に共通の菩提寺をもうけるため、「臨済宗三富山多福禅寺」（上富）にともなって中富に建立した祈願所である。「毘沙門社」（現毘沙門堂・別当寺：多聞院）と呼ばれた。三ヶ村はそれまで、上富村は地蔵院（現ふじみ野市）、中富村・下富村は西福寺（現川越市）を菩提寺としていたという。

#### 木ノ宮地蔵堂・奥の院
木ノ宮地蔵堂・奥の院の縁起(きのみやじぞうどう　おくのいん)については伝承の真相は不明である。地蔵堂の天井に描かれた絵師鈴木本英による計107枚の植物画ほか絵馬類は美術品、境内の林を抜ける「地蔵街道」は古道、奥之院の石地蔵は石造物、また縁日などに奉納される「上富囃子」が無形民俗文化財としてそれぞれ三芳町指定文化財に認められている。

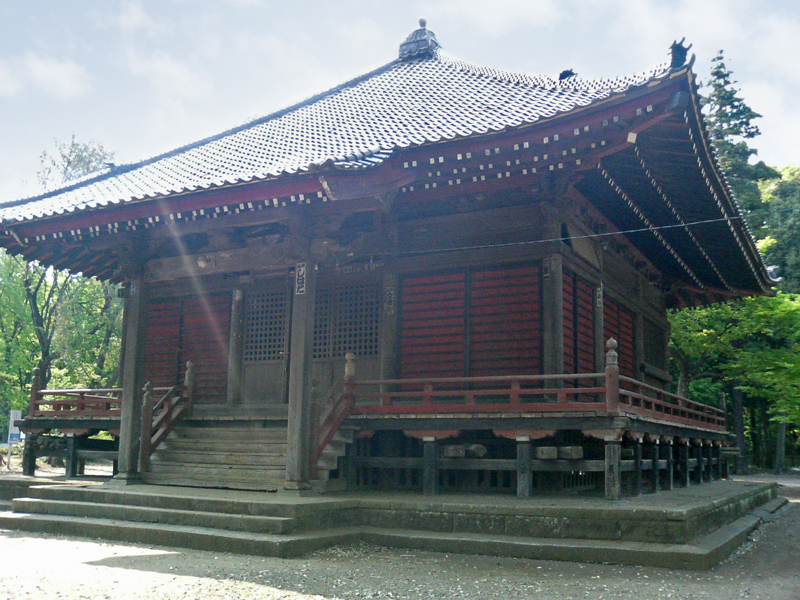
木ノ宮地蔵堂
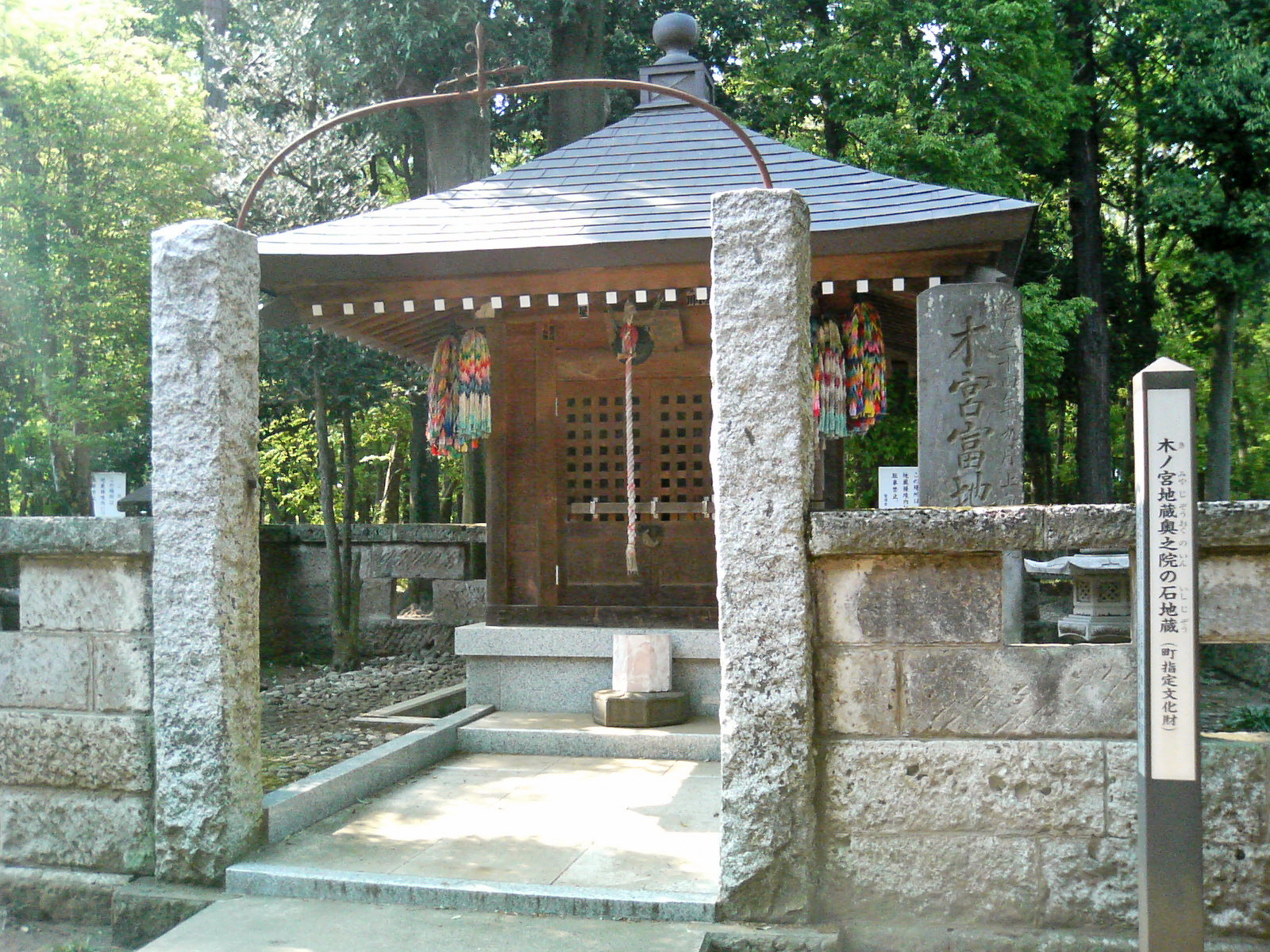
木ノ宮地蔵堂 奥の院

### 世界遺産
世界農業遺産の審査中で、三富新田が登録される予定。

### 農産物
サツマイモなど、色々な農産物を作っている。
またさつまいもは川越いもとして「富の川越いも」と呼ばれ、三芳町及び川越市の名物でもある。芋の農家が並ぶ道路は「いも街道」とも呼ばれている。

## 世帯数と人口
2022年（令和4年）12月31日現在の世帯数と人口は以下の通りである。
| 大字 | 世帯数    | 人口    |
| ---- | --------- | ------- |
| 上富 | 1,457世帯 | 3,094人 |

## 交通

### 道路
- 関越自動車道 - 三芳パーキングエリア・三芳スマートインターチェンジ
- 埼玉県道56号さいたまふじみ野所沢線
- 埼玉県道334号三芳富士見線

交差点
- 多聞院前
- 多福寺前
- 上富
- 下組
- 大井浄水場入口
- 福祉センター入口
- 三芳中学校前

バス
- 西武バス
  - 大34系統 所沢駅東口/大宮駅西口行き
    - 八軒家
    - 永久保
    - 地蔵前
    - 学校前
    - 上富
    - 中西

  - 所53-1・所59系統 所沢駅東口/エステシティ所沢行き
    - 八幡神社前
    - 南永井
    - エステシティ所沢

  - 所57/航01系統 航空公園駅/エステシティ所沢行き
    - エステシティ所沢
- 市内循環ところバス 東路線
  - エステシティ所沢

### 鉄道
当地および隣接する町域に鉄道は通っていない。
最短距離にある駅は、東方に（東武東上線）鶴瀬駅、南方に（JR武蔵野線）東所沢駅、南西に（西武新宿線）航空公園駅および新所沢駅。

## 歴史
→ 詳細は三富新田を参照。

## 施設
地区の東端部および西端部に倉庫などの物流施設や工場が多く立地する。
教育・保育
- 三芳町立上富小学校
  - 上富学童保育室
- かみとめ幼稚園

公共
- 旧島田家住宅 - 文化・文政期（化政時代）頃に建てられ移築保存された茅葺屋根の古民家住宅[10]。
- 豊島区立三芳グランド - 「日本テニス事業協会共同企業体」が管理・運営している[11]。

霊園
- 所沢霊園
- ふじみ野霊園
- セメタリー所沢 - 敷地一部より旧石器時代の遺跡が出土している。

寺社･史跡
- 浅間神社
- 御嶽神社
- 臨済宗妙心寺派 多福寺

- 木ノ宮地蔵堂・奥之院
- 妙林寺

## 小・中学校の学区
市立小・中学校に通う場合の学区（校区）は以下の通り。
| 町丁 | 番・番地              | 小学校                               | 中学校                                 |
| ---- | --------------------- | ------------------------------------ | -------------------------------------- |
| 上富 | 広域                  | 三芳町立上富小学校                   | 三芳町立三芳中学校（北永井）           |
| 上富 | 東部                  | 三芳町立三芳小学校（北永井）         | 三芳町立三芳中学校（北永井）           |
| 上富 | 北部（2297～2297-26） | ふじみ野市立西原小学校（大井武蔵野） | ふじみ野市立大井西中学校（大井武蔵野） |